# 런던 자치구

잉글랜드 내 32개 런던 자치구의 위치

런던 자치구 (London boroughs)는 그레이터런던 행정구역을 분할하는 하위 행정 구역 33개 중에서 32개가 속한 행정 구역(33번째는 시티오브런던)으로, 각 런던 자치구 의회가 행정을 맡는다. 런던 자치구는 1963년 런던 정부법에 따라 그레이터런던과 함께 1965년 4월 1일에 동시에 신설되었으며, 지방정부 지구의 한 유형으로 속하게 되었다. 총 32개 자치구 중 12개는 이너런던에 속한 구로, 20개는 아우터런던에 속한 구로 지정되었다. 생성 당시 런던 자치구는 이전의 지방정부 단위들을 하나로 통합하면서 만들어졌고, 1987년에서 1992년까지 자치구 경계에 대한 검토가 이뤄져 비교적 작은 변동이 몇 차례 이뤄지면서 오늘날의 모습이 되었다.
런던 자치구의 인구는 150,000명에서 300,000명 가량이다. 이너런던의 구들은 인구와 면적 면에서 모두 작은 편이며, 아우터런던의 구들보다 인구밀도가 더 높다. 1960년대부터 인구가 이너런던에서 아우터런던으로 빠져나갔기 때문에 대체로는 이너런던 자치구의 인구가 작은 것이다.
그레이터런던 전역을 대상으로 제한된 권한을 갖고 있는 그레이터 런던 오소리티와는 달리, 런던 자치구 의회는 대부분의 지방정부 공공서비스를 제공한다. 각 자치구 의회는 1964년에 첫 선출되어 1965년 4월 1일까지 예비 당국 역할을 행사했다. 각 자치구는 주기적인 검토에 따라 선거구로 분할되며, 구의회 의원들을 선출한다는 목적을 지닌다. 구의회 선거는 매 4년마다 열리는데 가장 최근의 선거는 2014년에 열렸으며, 차기 선거는 2018년으로 예정되어 있다.
런던 자치구 의회의 정당 분포는 보수당, 노동당, 자유민주당이 득세하고 있다. 총 32개 자치구 중에서 28구는 행정 통치 방식을 대표내각제로 채택하고 있으며, 해크니 구, 루이셤 구, 뉴엄 구, 타워햄리츠 구, 이 4구는 구청장을 직접투표로 선출하고 있다. 한편 시티오브런던은 시티오브런던 자치체와 이너 템플, 미들 템플이 행정을 대신해 맡고 있다.

## 런던 자치구 목록
|  | 1. 시티오브런던 (런던 자치구가 아님) 2. 시티오브웨스트민스터 3. 켄징턴 첼시 4. 해머스미스 풀럼 5. 원즈워스 6. 램버스 7. 서더크 8. 타워햄리츠 9. 해크니 10. 이즐링턴 11. 캠던 12. 브렌트 13. 일링 14. 하운즐로 15. 리치먼드어폰템스 16. 킹스턴어폰템스 17. 머턴 | 1. 서턴 2. 크로이던 3. 브롬리 4. 루이셤 5. 그리니치 6. 벡슬리 7. 헤이버링 8. 바킹 대거넘 9. 레드브리지 10. 뉴엄 11. 월섬포리스트 12. 해링게이 13. 엔필드 14. 바닛 15. 해로 16. 힐링던 |

이름에 런던 자치구(London Borough)란 명칭을 쓰지 않는 구는 네 곳이 있다. 시티 (City) 지위를 받은 시티오브웨스트민스터, 왕립구 (Royal Borough) 지위를 받은 킹스턴어폰템스 왕립구, 켄징턴 첼시 왕립구, 그리니치 왕립구다.

## 같이 보기
- 버러
- ISO 3166-2:GB - 영국의 행정구역 코드
- 런던 자치구 의회의 정당 분포